# NGC 2620
NGC 2620 في الفهرس العام الجديد، هي مجرة، تقع في كوكبة السرطان. اكتشفت في 5 مايو 1863 بواسطة ويليام لاسيل.

## روابط خارجية
- NGC 2620 على موقع ويكي سكاي: DSS2, SDSS, GALEX, IRAS, Hydrogen α, X-Ray, Astrophoto, Sky Map, Articles and images